# Podagrion repens
Podagrion repens is een vliesvleugelig insect uit de familie Torymidae. De wetenschappelijke naam is voor het eerst geldig gepubliceerd in 1859 door Motschulsky.